# Hedegaardita
La hedegaardita és un mineral de la classe dels fosfats que pertany al grup de la merrillita.

## Característiques
La hedegaardita és un fosfat de fórmula química (Ca,Na)₉(Ca,Na)Mg(PO₄)₆(PO₃OH). Va ser aprovada com a espècie vàlida per l'Associació Mineralògica Internacional l'any 2014. Cristal·litza en el sistema trigonal.
Les mostres que van servir per a determinar l'espècie, el que es coneix com a material tipus, es troben conservades a les col·leccions mineralògiques de la Universitat de Mineria i Tecnologia de Freiberg, a Alemanya, amb els números de catàleg: 83808 (Punta de Lobos) i 83809 (Cerro Mejillones).

## Formació i jaciments
Va ser descrita a partir dels exemplars recollits a dues localitats xilenes: Cerro Mejillones, a la província d'Antofagasta (Antofagasta), i a la mina Lobos, situada a la localitat de Punta de Lobos, a la província d'Iquique (Tarapacá).